# Phelios
Phelios é um jogo de video-game da Namco, lançado em 1988, somente em arcades no Japão, mas que dois anos mais tarde, em 1990, acabou ganhando uma versão para o Mega Drive.

## Enredo do jogo
Baseado nos deuses da mitologia grega, você controla o deus Apollo, que montado no cavalo alado pegasus, tem a missão de resgatar a deusa Artemis, que está aprisionada no templo de Typhon.

## Fases do jogo
O jogo possui 7 fases, através das quais Apollo precisa enfrentar diversas criaturas mitológicas, antes de conquistar a espada Phelios para o confronto final contra Typhon.
- Devil in Delos

No estágio inicial do jogo, Apollo precisa eliminar as criaturas que invadiram sua pacífica morada em Delos, até se defrontar com diversos dragões Ládon, que guardam o templo da medonha Medusa.
- Death Dungeon

Após derrotar a Medusa, Apollo segue por uma caverna que o levará até um obscuro círculo de criaturas denominadas de Emuzza. Conseguindo destruir cada uma das Emuzza, um buraco se abre no chão e Apollo segue para um mundo subterrâneo mais obscuro, que terminará em um encontro com a três irmãs cegas Graial.
- Skyey Parboleos

Nesta fase Apollo está nos céus de Parboleos, aonde ele precisa enfrentar grifos, entre outras ameaças, até chegar ao templo de Seiren, uma mulher belíssima, mas que logo se revela uma diabólica criatura alada.
- Fire Devildom

Neste mundo tomado pela lava, Apollo se defronta com diversas criaturas oriundas do fogo, até se encontrar com Antios, um monstro completamente feito de fogo.
- Icebound Soul

Após derrotar Antios, Apollo vai para em um mundo gelado, aonde ele encontra novos desafios, antes de precisar derrotar Skylla, uma criatura aprisionada em uma bola de cristal, mas que possui o controle sobre o gelo.  
- Watchdog in Hell

Nesta fase Apollo enfrenta morcegos e tarântulas, além de precisar se desviar de rochas lançadas por demônios. No final, Apollo se defronta contra Kerberos, um cão de três cabeças, o guardião do mundo dos mortos.
- Temple of Typhon

Na última fase do jogo, em meio a diversos inimigos, Apollo precisa coletar as sete peças (letras) que compõem a espada Phelios, pois somente em posse da espada da luz ele poderá desafiar Typhon.  
Vencendo Typhon, Apollo liberta Artemis e os dois então retornam ao seu mundo montados em pegasus. 

## Recepção
Inicialmente lançado em arcade no Japão, o jogo não conseguiu difundir seu sucesso através do Mega Drive pelo mundo afora. Nunca foi lançado uma versão em arcade fora do Japão e, com isso, Phelios ficou praticamente restrito ao mercado japonês. 